# Francisco Dantas
Francisco Dantas är en kommun i Brasilien.   Den ligger i delstaten Rio Grande do Norte, i den östra delen av landet, 1 500 km nordost om huvudstaden Brasília. Antalet invånare är 2 874.
Omgivningarna runt Francisco Dantas är huvudsakligen savann. Runt Francisco Dantas är det ganska glesbefolkat, med 32 invånare per kvadratkilometer.